# 會展之塔
會展之塔（德語：Messeturm）或法兰克福商品交易会大厦，是位於德國城市法蘭克福的一座摩天大樓，高257米，是德國第二高樓。